# Aprile
Aprile (en italià, Abril) és una pel·lícula semiautobiogràfica italiana del 1998 dirigida per Nanni Moretti. Moretti també va interpretar al personatge central, un cineasta que ha de tractar la situació política d'Itàlia, els seus propis objectius com a artista i convertir-se en pare.
"Ell vol fer una comèdia musical, però no pot començar. Així, en canvi, parla sobre la seva vida, el seu nou nadó, els seus desitjos i les seves pors. Finalment, a la última escena comença." " L'esposa, el fill i la mare de Moretti apareixen a la pel·lícula.

## Argument
Després de les eleccions generals de 1994, guanyada per la coalició de centre-dreta dirigida per Silvio Berlusconi, Moretti és animat per un periodista amic a fer un documental sobre la situació política actual a Itàlia. Passen dos anys, se celebren unes altres eleccions i Moretti encara no ha avançat amb el seu documental. Comença a rodar un altre projecte, al·ludit a Caro diario, un musical sobre un xef de la pastisseria trotskista de la dècada de 1950, però es desil·lusiona i es distreu per l'embaràs de la seva dona Silvia, que el preocupa cada cop més. El seu fill Pietro neix i la coalició de centreesquerra l'Ulivo guanya les eleccions. Moretti continua intentant rodar el seu documental a Venècia i Pulla, però la pel·lícula no s'acaba mai. En el seu quarantè quart aniversari s'adona que ha de deixar de dubtar i finalment comença a rodar el seu musical seriosament.

## Repartiment
- Nanni Moretti - Ell mateix
- Silvio Orlando - Ell mateix
- Silvia Nono - Ella mateixa
- Pietro Moretti - Ell mateix
- Agata Apicella Moretti - Ella mateixa
- Nuria Schoenberg - Ella mateixa
- Silvia Bonucci - Ella mateixa
- Quentin de Fouchécour - Ell mateix
- Renato De Maria - Ell mateix
- Claudio Francia - Ell mateix
- Jacopo Francia - Ell mateix
- Matilde Francia - Ella mateixa
- Daniele Luchetti - Ell mateix
- Giovanna Nicolai - Ella mateixa
- Nicola Piepoli - Ell mateix

## Premis
- Premis David di Donatello 1998: Millor actor secundari (Silvio Orlando)
- 51è Festival Internacional de Cinema de Canes Palma d'Or (nominat)[4]
- Goya a la millor pel·lícula europea (nominat)[5]